# عون الله الجابري
عون الله الجابري (1322هـ ـ1905م) سياسي ودبلوماسي سوري من حلب ، شخصية سورية متعددة المواهب والخبرات، جمعت بين التعليم الأكاديمي الرفيع في الاقتصاد والقانون من جامعات أوروبية.

## ولادته وتحصيله
وُلد عون الله الجابري في مدينة حلب، سوريا، في عام 1905م (الموافق 1322هـ). ينحدر من عائلة حلبية مرموقة. تلقى تعليمه الأولي في مدارس حلب ثم في لبنان، مما أتاح له أساسًا تعليميًا جيدًا.درس في جامعة غرينوبل بفرنسا، وتخصص في مجالي التجارة والاقتصاد، مما منحه فهمًا عميقًا للأسواق والنظم الاقتصادية.أكمل دراساته العليا في سويسرا، حيث نال درجة الدكتوراه في الحقوق، وهذا يدل على تطلعه الواسع في مجالات المعرفة والقانون.

## عمله ووظائفه
بعد عودته إلى سوريا، بدأ عون الله الجابري مسيرته المهنية المتنوعة، عمل في مجال التعليم بدمشق، مما يشير إلى اهتمامه بنقل المعرفة. مارس مهنة المحاماة، مستفيدًا من خلفيته القانونية القوية التي اكتسبها من دراسة الحقوق سنة 1938 م. شهدت مسيرة عون الله الجابري انتقالًا إلى العمل الدبلوماسي، حيث عُين قنصلاً في القاهرة لسنة 1941م ، بعد انتهاء مهمته الدبلوماسية في القاهرة، آثر الابتعاد عن الوظائف الحكومية والدبلوماسية مؤقتًا، وتفرغ لـ أعماله الخاصة في مجال الزراعة. هذا يشير إلى اهتمامه بالقطاع الاقتصادي الفعلي و استثماراته الشخصية.
غير أن خبرته الاقتصادية والإدارية لم تمر مرور الكرام، ففي عام 1954م، عاد إلى الواجهة السياسية بتعيينه وزيراً للاقتصاد الوطني. في حكومة أديب الشيشكلي التي تشكلت  في التاسع عشر من تموز عام 1953م، واستمرت حتى الأول من آذار عام 1954م يُعد هذا المنصب دليلاً على الثقة بقدراته في إدارة الشؤون الاقتصادية للدولة في فترة حساسة. بعد انتهاء فترة وزارته في آذار 1954م، قرر في تلك الفترة، التخلي عن المناصب الحكومية ومتفرغًا لحياته الخاصة وأعماله واعتزل السياسية.